# ميوكي ناكاجاوا
ميوكي ناكاجاوا (باليابانية: 中川未由希) هي لاعب هوكي الحقل يابانية، ولدت في 20 ديسمبر 1986.

## وصلات خارجية
- ميوكي ناكاجاوا على موقع الاتحاد الدولي للهوكي (الإنجليزية)
- ميوكي ناكاجاوا على موقع أوليمبيديا (الإنجليزية)